# Cephalanthera damasonium
Cephalanthera damasonium es una especie de orquídea terrestre. Es nativa del oeste de Europa en especial de Alemania y región del Mediterráneo.

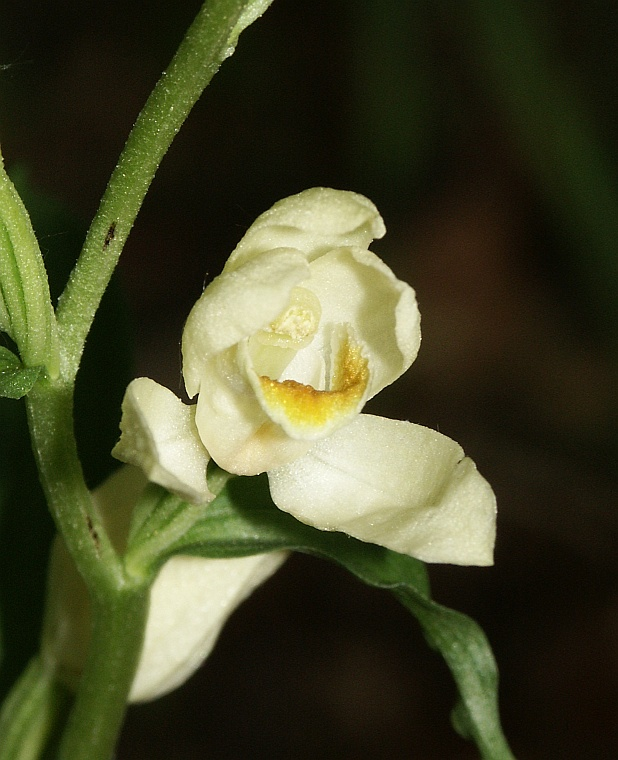
Detalle de la flor

## Características
Es una planta con hojas ovales de 3 cm, con una inflorescencias de 3 a 5 flores de color blanco-crema y olorosas. Es posible su confusión con Cephalanthera longifolia la cual tiene las flores más blancas y más pequeñas, además de brácteas florales más cortas que el ovario.

## Taxonomía
Cephalanthera austiniae fue descrita por (Mill.) Druce y publicado en Annals of Scottish Natural History 15(60): 225. 1906.
Etimología
Ver: Cephalanthera
damasonium: epíteto del latín, (término que Miller tomó de Plinio el Viejo y Dioscórides para referirse a un género de plantas de tallos simples, hojas parecidas a las del llantén, y llamadas comúnmente en inglés "frutos de estrella") por la forma de la flor una vez abierta.
Sinonimia
- Cephalanthera acuminata Ledeb. 1852
- Cephalanthera alba (Crantz) Simonk. 1887
- Cephalanthera damasonium lus ochroleuca (Baumg.) Soó 1970
- Cephalanthera lancifolia (F.W.Schmidt) Dumort. 1827
- Cephalanthera latifolia Janch. 1907
- Cephalanthera ochroleuca (Baumg.) Rchb. 1831
- Cephalanthera yunnanensis Hand.-Mazz. 1936
- Cymbidium pallens Sw. 1799
- Epipactis alba Crantz 1769
- Epipactis lancifolia F.W.Schmidt 1795
- Epipactis ochroleuca Baumg. 1817
- Serapias alba (Crantz) Salisb. 1796
- Serapias damasonium Mill. 1768 (Basónimo)
- Serapias grandiflora Oeder 1770
- Serapias lancifolia (F.W.Schmidt) Roth 1799
- Serapias latifolia Mill. (1768)
- Serapias ochroleuca (Baumg.) Steud. 1821
- Serapias pallens (Sw.) S.B.Jundz. 1830
- Serapias tota-alba Gilib. 1792
- Cephalanthera grandiflora auct.

## Nombres comunes
- Castellano: epipacte blanca, epipactes, orquídea.[2]